# Serhij Tkačenko
Serhij Viktorovyč Tkačenko (in ucraino Сергій Вікторович Ткаченко?; Odessa, 10 febbraio 1979) è un ex calciatore ucraino di ruolo centrocampista.

## Statistiche

### Cronologia presenze e reti in nazionale
| Cronologia completa delle presenze e delle reti in nazionale ― Ucraina | Cronologia completa delle presenze e delle reti in nazionale ― Ucraina | Cronologia completa delle presenze e delle reti in nazionale ― Ucraina | Cronologia completa delle presenze e delle reti in nazionale ― Ucraina | Cronologia completa delle presenze e delle reti in nazionale ― Ucraina | Cronologia completa delle presenze e delle reti in nazionale ― Ucraina | Cronologia completa delle presenze e delle reti in nazionale ― Ucraina | Cronologia completa delle presenze e delle reti in nazionale ― Ucraina |
| Data                                                                   | Città                                                                  | In casa                                                                | Risultato                                                              | Ospiti                                                                 | Competizione                                                           | Reti                                                                   | Note                                                                   |
| ---------------------------------------------------------------------- | ---------------------------------------------------------------------- | ---------------------------------------------------------------------- | ---------------------------------------------------------------------- | ---------------------------------------------------------------------- | ---------------------------------------------------------------------- | ---------------------------------------------------------------------- | ---------------------------------------------------------------------- |
| 20-8-2003                                                              | Donec'k                                                                | Ucraina                                                                | 0 – 2                                                                  | Romania                                                                | Amichevole                                                             | -                                                                      | 46’                                                                    |
| 18-2-2004                                                              | Tripoli                                                                | Libia                                                                  | 1 – 1                                                                  | Ucraina                                                                | Amichevole                                                             | -                                                                      | 68’                                                                    |
| 15-8-2006                                                              | Kiev                                                                   | Ucraina                                                                | 6 – 0                                                                  | Azerbaigian                                                            | Amichevole                                                             | -                                                                      | Ammonizione                                                            |
| 6-9-2006                                                               | Kiev                                                                   | Ucraina                                                                | 3 – 2                                                                  | Georgia                                                                | Qual. Euro 2008                                                        | -                                                                      | 63’                                                                    |
| Totale                                                                 |                                                                        | Presenze                                                               | 4                                                                      |                                                                        | Reti                                                                   | 0                                                                      |                                                                        |